# Hać (rejon soligorski)
Hać (biał. Гаць; ros. Гать) – osiedle na Białorusi, w obwodzie mińskim, w rejonie soligorskim, w sielsowiecie Akciabr.